# ハインリヒ・ヴェルクマイスター
ハインリヒ・ヴェルクマイスター（Heinrich Werkmeister、1883年3月31日 - 1936年8月16日）は、ドイツ出身で日本で活躍した作曲家、指揮者、チェロ奏者。

## 略歴
ベルリン芸術大学で指揮・作曲・ヴァイオリンをヨーゼフ・ヨアヒムに、チェロをロベルト・ハウスマンに師事し、1907年卒業。同年12月、お雇い外国人として来日し東京音楽学校（現東京芸術大学）に赴任。チェロ、作曲、和声学などを講じた。1921年まで在職したが一旦帰国、1923年再来日した。
東京高等音楽学院（国立音楽大学、1927年4月 - 1936年3月）、東洋音楽学校（東京音楽大学）、帝国劇場附属洋学部などでも教鞭を執り、我が国の音楽隆盛に貢献。アウグスト・ユンケルと並んで日本管弦楽界の育ての親とされている。
帝国劇場初舞台のため歌劇『釈迦』、松居松葉作の歌劇『胡蝶の舞』、ピアノ協奏曲、チェロ・ソナタなどを作曲。山田耕筰のベルリン留学にも協力し、信時潔ら弟子を育て、黎明期の日本人作曲家の育成にもつとめた。墓所は多磨霊園合同埋葬施設。